# Carlisle (Ohio)
Carlisle – miasto w Stanach Zjednoczonych, w stanie Ohio, w hrabstwie Montgomery.
Liczba mieszkańców w 2012 roku wynosiła 5031.